# Ruth Peramets-Püss
Ruth Peramets-Püss (desde 1968 Peramets; Tallinn, 28 de novembro de 1927 — Tallinn, 3 de agosto de 2005) foi uma actriz estoniana e apresentadora de televisão.
Entre 1955 e 1984 trabalhou na Televisão Estoniana, como apresentadora. Os programas infantis em que ela agia como tädi Ruth ('tia Ruth') foram populares. Ela também actuou em vários filmes.
Prémios:
- 1978: Pessoal Artístico de Mérito da RSS da Estónia[1]
- 2005: Ordem da Estrela Branca, V classe[2]